# 基乌杜诺
基乌杜诺（義大利語：Chiuduno），是意大利贝加莫省的一个市镇。总面积6平方公里，人口5775人，人口密度962.5人/平方公里（2009年）。国家统计（ISTAT）代码为016073。